# 麥科勒姆 (阿拉巴馬州)
麥科勒姆（英語：McCollum）是位於美國阿拉巴馬州沃克縣的一個非建制地區。該地的面積和人口皆未知。

## 地理
麥科勒姆的座標為33°49′04″N 87°19′31″W / 33.81778°N 87.32528°W，而該地的平均海拔高度為133米（即436英尺）。